# Władysław Jama
Władysław Mykołajowycz Jama (ukr. Владисла́в Микола́йович Я́ма; ur. 10 lipca 1982 w Zaporożu) – ukraiński tancerz, choreograf i osobowość telewizyjna.

## Życiorys
Jest synem nauczycieli historii, Lubowy i Mykoła Jamów. Ma starszego brata, Dmytra (ur. 1975), który pracuje jako prawnik w Odessie. Ukończył studia na kierunku wychowania fizycznego na Narodowym Uniwersytecie w Zaporożu.

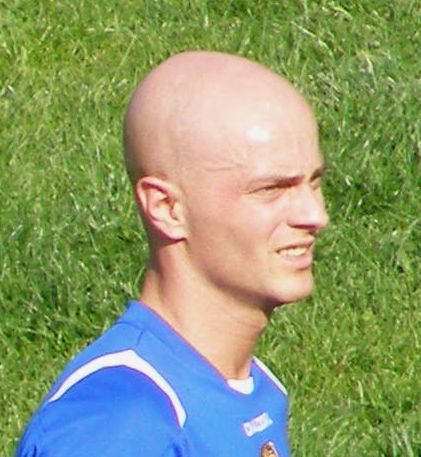
Jama (2009)

Karierę taneczną zaczął w zaporoskim klubie tanecznym „Krok”, później związany był z formacją „Fiesta” i kijowskim „Dans-centri”. Działał też w Ukraińskiej Federacji Tańca Współczesnego. Prowadził zajęcia z choreografii na Kijowskim Uniwersytecie Kultury i Sztuk Pięknych. Podjął współpracę z baletową grupą „Freedom” Ołeny Koladenko.
W parze z piosenkarką Nataliją Mohyłewską zajął drugie miejsce w finale pierwszej (2006) i trzeciej (2007) edycji programu rozrywkowego Tanci z zirkamy w 1+1. Był jurorem w programach telewizyjnych: Tancujut wsi! (2008–2016), Ukraina maje talant (2009–2013) i Tanci z zirkamy (2017–2021),Model XL (2017) i Liha smichu (2018).